# L'Aurore (journal français, 1897-1914)
Pour les articles homonymes, voir L'Aurore.
L'Aurore est un ancien quotidien français créé par Ernest Vaughan, ancien rédacteur de L'Intransigeant, qui parut de 1897 à 1914. Il est célèbre pour avoir publié en janvier 1898 J'accuse…! de Zola, véritable début de l'affaire Dreyfus. L'équipe de rédaction comportait notamment Arthur Ranc, Bernard Lazare et Georges Clemenceau.

## Création et différents administrateurs

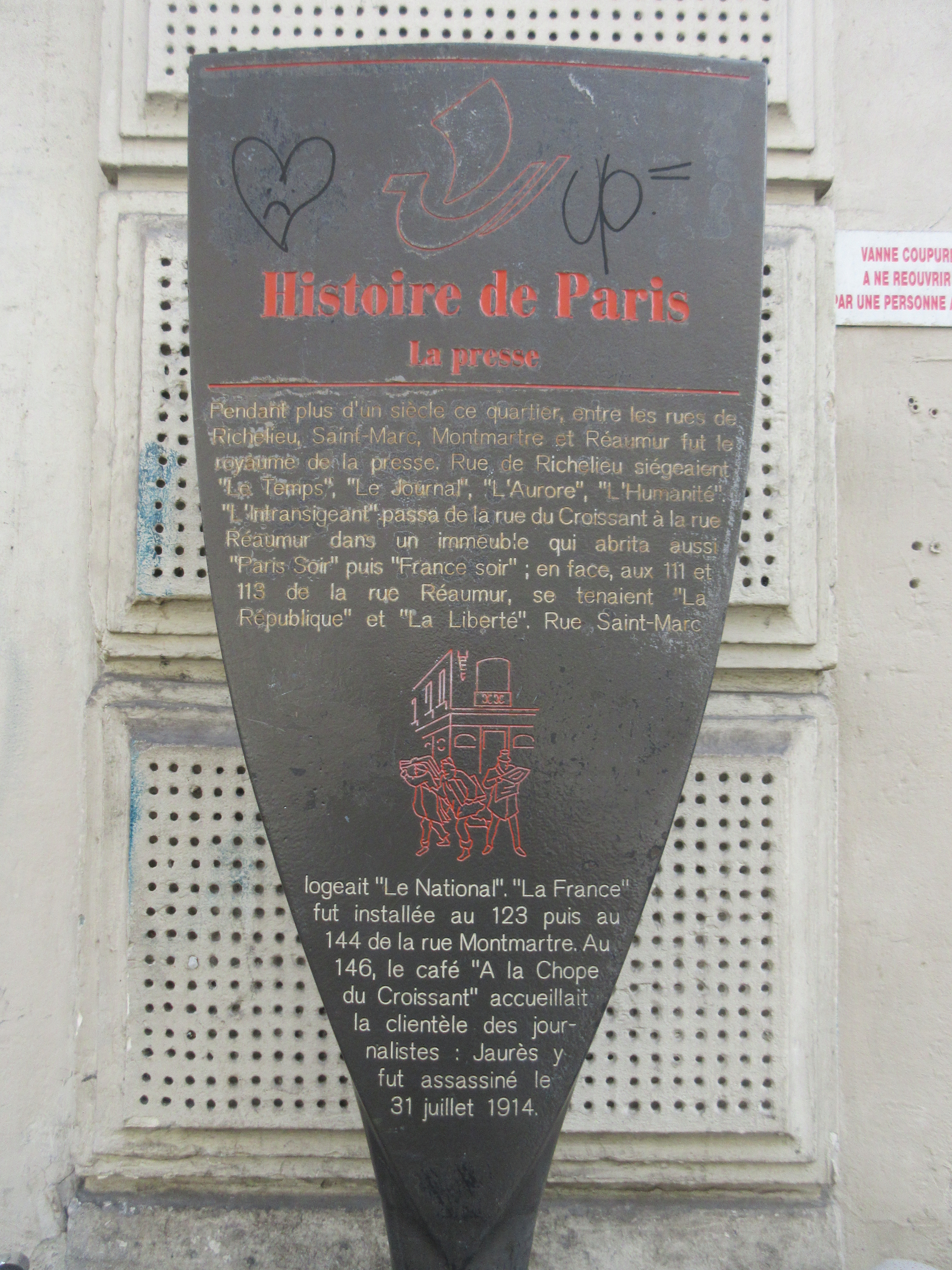
Panneau Histoire de Paris
« La Presse »

Ernest Vaughan, rédacteur de L'Intransigeant de Rochefort (un journal initialement radical puis devenu boulangiste et antisémite), quitte cette feuille en 1896 et fonde un journal républicain socialiste intitulé L’Aurore le 19 octobre 1897. Son projet était de « créer un journal où toutes les opinions libérales, progressistes, humanitaires, si avancées qu'elles fussent, puissent être librement exposées ».
Dans un premier temps, la rédaction est effectuée essentiellement par Arthur Ranc, Bernard Lazare, Georges Clemenceau, Urbain Gohier et Francis de Pressensé (socialiste).
En 1898, le peintre Eugène Carrière réalise une affiche pour L'Aurore.

## L'affaire Dreyfus

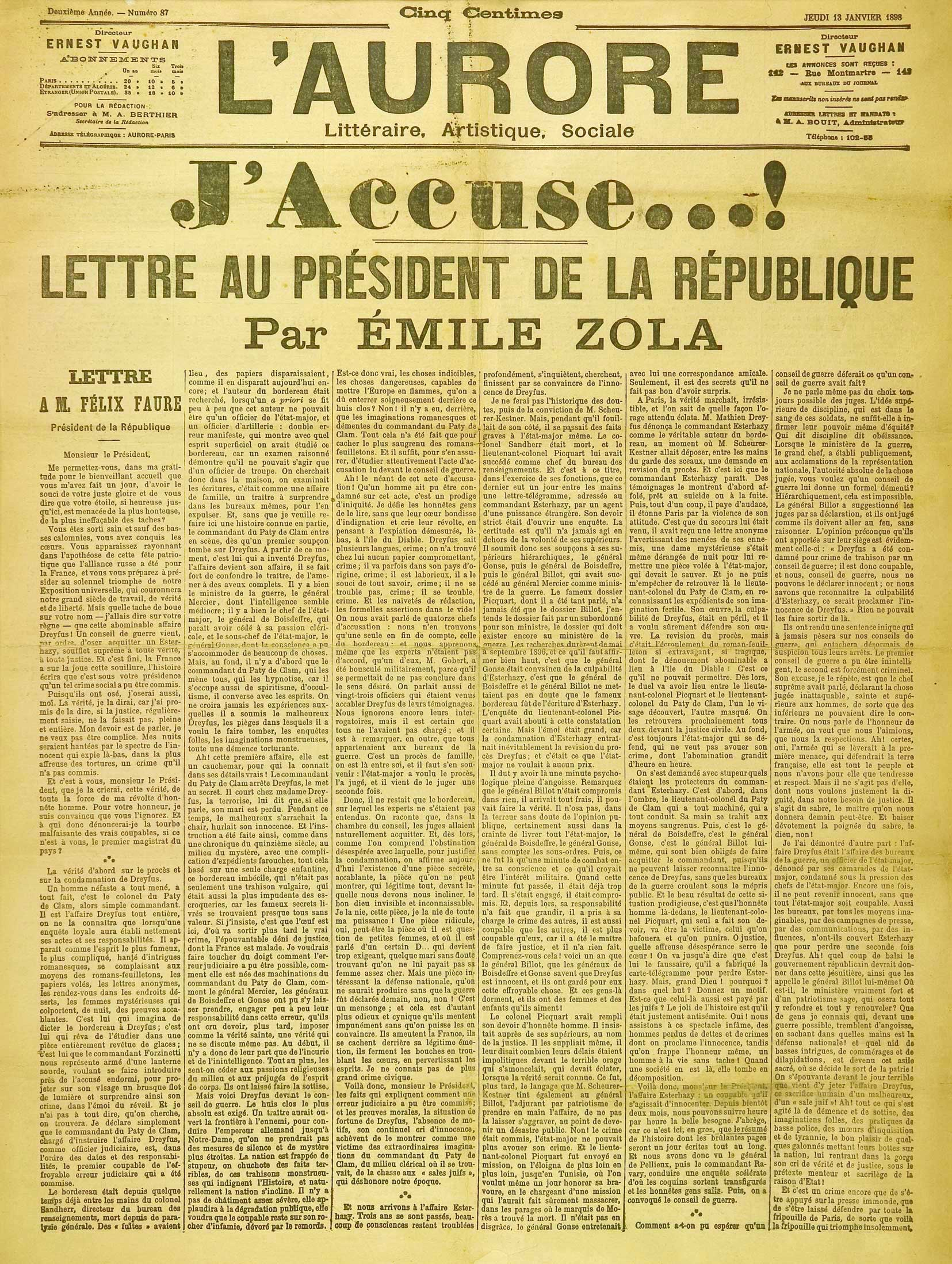
Une de L'Aurore du 13 janvier 1898 contenant la lettre « J'accuse…! » rédigée par Émile Zola.

Dès sa création en octobre 1897, après avoir refusé qu'un dreyfusard tel que Bernard Lazare pût y soutenir son combat, L'Aurore prit le parti de la révision du procès de Dreyfus sans s'engager toutefois sur la question de l'innocence. Début 1898, il devint à proprement parler dreyfusard et le principal porte-parole des partisans de l'innocence du capitaine et de la révision de son procès.
Outre le directeur, Vaughan, Arthur Ranc, Georges Clemenceau et Émile Zola jouèrent un rôle clef dans cette prise de position, appuyée par la Ligue des droits de l’homme créée pendant l'Affaire.
L'Aurore publie notamment les listes de protestation appelant à la révision du procès Dreyfus ou à soutenir la cause révisionniste et, le 13 janvier 1898 (no 87), J'accuse…! de Zola, dont le titre a été trouvé par Clemenceau, et qui marque le début de l'affaire. Ceci vaut un procès à Zola et à L'Aurore en février 1898, perdu.
« J'accuse…! » porta les tirages à plus de 300 000 exemplaires, alors que jusque-là, ils n’étaient que de l'ordre de 20 000 à 30 000. Néanmoins les outrances antimilitaristes de Gohier le discréditèrent quelque peu et détournèrent certains dreyfusards du journal.
La lettre de Zola visait à entraîner des poursuites pour diffamation, c’est-à-dire devant la cour d’assises. Ainsi on pourra expliquer l’affaire devant une juridiction civile. C’est d’ailleurs ce qui se produisit, mais avec un succès relatif puisque cette dernière, sans doute sous la pression des arguments de l’armée, réitéra le même verdict.
Après la grâce présidentielle accordée à Dreyfus en septembre 1899, Gohier provoque la démission de Clemenceau de L'Aurore, à la suite de son article du 15 décembre 1899 dans lequel Gohier se vantait d'avoir à lui seul compris l'affaire Dreyfus et seul, dans les colonnes de L'Aurore, soutenu la démonstration du lien de l'affaire Dreyfus avec le complot clérical et militaire « sous les outrages de l'ennemi, sous la réprobation et les reproches des défenseurs de la personne de Dreyfus. »

## Années 1900
Devenu célèbre pendant l'affaire, le journal connaît une période propice grâce à la qualité de sa rédaction et à des auteurs comme Émile Buré, François Albert, Alphonse Aulard, Georges Mandel, Gérard Bauer ou Paul Lévy. Sont également publiés dans L'Aurore à cette période des textes littéraires, notamment d'Octave Mirbeau ou Anatole France.
En 1903, Gohier quitte le journal tandis que Clemenceau y revient. Devenant rédacteur en chef en juin 1903, il y reste jusqu’à son accession au pouvoir en 1906. Il fait de L’Aurore, non plus une page littéraire, mais un journal au service de ses idées politiques[réf. nécessaire]. Clemenceau y publie des articles anti-colonialistes, en particulier au sujet de la question marocaine qui allait déboucher, en 1905, sur la crise de Tanger (article du 13 juin 1904, du 2 avril 1905, du 18 juin 1905, etc.), mais il critique aussi l'antimilitarisme et l'internationalisme de Gustave Hervé (« Pour la patrie », 12 mai 1905).
En 1904, la société qui le finançait fait faillite, il est néanmoins sauvé par Victor Simond.
De 1906 à 1908, Arthur Ranc devient le rédacteur politique du journal.

### Disparition
Mais ensuite L’Aurore subit une vraie descente : il ne tire plus que 7 000 exemplaires en 1912 (présidence de Gohier).
L'Aurore disparut en 1914, de même que de nombreux journaux en province ou à Paris (La Gazette de France, etc.). En effet, en ce début de Première Guerre mondiale, on ne pensait pas que celle-ci serait longue et aucune solution n'avait été préparée au cas où elle se prolongerait. Ainsi, la mobilisation des hommes désertifia les ateliers d’imprimerie et les salles de rédaction, de même que la censure empêcha la parution de nombreux titres.

## Autres événements parus dansL’Aurore
- Le nouveau gouvernement commença une politique de concentration républicaine, et notamment une sévère lutte contre l’Église. Dans ce cadre de tensions religieuses fut publié un article sur le « banquet de Yom Kippour » (protestation israélite).
- La politique extérieure de la France était aussi un sujet important pour l’opinion. Dans le cadre de l’expansion coloniale, L’Aurore publia un article sur « l’expédition française en Chine ».
- Les manifestations sportives occupaient également une grande place dans la presse. À l’occasion du Tour de France cycliste en 1903 parut une publicité sur les vélos par exemple.
- Cette fin du XIXe siècle fut encore une période d’innovation scientifique. Et l’article sur « le téléphone sans fil » a permis à la population de connaître les progrès de la télégraphie.

## Collaborateurs
- Paul Adam[7]
- Jean Ajalbert[2]
- Paul Alexis[7]
- Charles Aubert[7]
- Amédée Berthier[2],[8]
- Alfred Breuillé[2]
- Henri Brissac[2]
- Albert Clemenceau[9]
- Georges Clemenceau[2]
- Albéric Darthèze[2]
- David[7]
- Lucien Descaves[2]
- Abraham Dreyfus[7]
- Philippe Dubois[2]
- Fontin[7]
- Gustave Geffroy[2]
- Charles Gilbert-Martin[2]
- Urbain Gohier[2]
- Albert Goullé[2]
- Louis de Gramont[2]
- Guinaudeau[2]
- Victor Jaclard[2]
- Jean Jullien[2]
- Alfred Kuntz[2]
- Georges Laporte[2]
- Bernard Lazare[2]
- Georges Lecomte[2]
- Gustave Lefrançais[7]
- Leneveu[7]
- Henry Leyret[2]
- Georges Lhermitte[2]
- Charles Longuet[2]
- Georges Lorand[2]
- Charles Malato[2]
- Manière[2]
- B. Marcel[7]
- Charles Martel[2]
- Camille Mauclair[2]
- Léon Millot[2]
- Paule Mink[2]
- Octave Mirbeau[2]
- Louis Mullem[2]
- Parsons[7]
- Francis de Pressensé[2]
- Pierre Quillard[2]
- Racot[7]
- Ragon[7]
- Théophile Alexandre Steinlen[7]
- Adolphe Tabarant[2]
- Laurent Tailhade[7]
- Talman[2]
- Eugène Thébault[2]
- Henri Varennes[2]
- Zo d'Axa[7]